# Pro Wildlife
Pro Wildlife è un'organizzazione di conservazione degli animali e della natura senza scopo di lucro attiva a livello globale con sede a Monaco di Baviera, fondata nel 1999. Secondo lo statuto, l'associazione ha lo scopo di attuare migliori leggi e misure di protezione per gli animali selvatici le cui popolazioni sono minacciate dal bracconaggio, dalla caccia, dal commercio di animali e dalla distruzione degli habitat. Secondo l'organizzazione, l'attenzione è rivolta a elefanti, scimmie, delfini, balene, squali, rettili e anfibi. L'associazione è considerata un'organizzazione senza scopo di lucro.

## Attività
Nell'ambito della sua campagna contro il commercio dell'avorio, Pro Wildlife ha pubblicato il numero di popolazioni di elefanti in Tanzania nel maggio 2015, il che mostra il declino delle popolazioni di elefanti lì di oltre il 60% entro cinque anni e ha chiesto divieti commerciali. L'organizzazione in generale fornisce informazioni sui problemi di protezione degli animali e delle specie, in particolare nel turismo degli elefanti. Organizzatori come il TUI Group, AIDA Cruises, Studiosus e Hauser Excursions hanno poi annunciato che avrebbero gradualmente rimosso le corse di elefanti dal programma. Come membro di un gruppo di esperti, Pro Wildlife ha consigliato per la prima volta il Ministero federale dell'agricoltura Tedesco ha sviluppato linee guida per l'organizzazione di fiere animali dal punto di vista del benessere degli animali. Pro Wildlife è stato invitato ai delfinario come esperto della commissione agricoltura del Bundestag tedesco. L'organizzazione supporta l'orfanotrofio delle scimmie limbe wildlife center in Camerun, il progetto elephant orphanage di Game Rangers International in Zambia e il centro di salvataggio di International Animal Rescue per loris lento in Indonesia nel salvataggio degli animali selvatici bisognosi. e che nella lotta contro il bracconaggio e il commercio di animali selvatici in vari paesi africani che gestiscono la rete LAGA Wildlife Law Enforcement.

## Cooperazioni
Membro dell'Anello tedesco per la conservazione della natura (DNR), l'organizzazione ombrello per le organizzazioni per la protezione della natura, degli animali e dell'ambiente in Germania, con 100 organizzazioni membri.
Membro della Species Survival Network (SSN), una rete di oltre 100 associazioni per la protezione degli animali e delle specie in tutto il mondo. In qualità di Ufficio regionale dell'SSN per l'Europa, Pro Wildlife è il contatto per la Commissione europea responsabile e le autorità dell'UE per la protezione delle specie.

## Critica
Nel 2007, la Società tedesca per l'erpetologia e gli studi sul terrario ha accusato l'associazione di un esagerato avvelenamento di 700 ogni anno da animali esotici in Germania che ha invitato a gravi critiche.